# أحمد محمد قدور
أحمد محمد قدُّور (ولد 1948 م) كاتب سوري. 

## سيرته
ولد في تل رفعت محافظة حلب، حصل على درجة الدكتوراه في اللغة العربية وآدابها من جامعة دمشق 1988، وهو عضو اتحاد الكتّاب العرب في دمشق، وهو أستاذ في كلية الآداب والعلوم الإنسانية في جامعة حلب، عمل رئيس قسم اللغة العربية في جامعة تعز باليمن 1992- 1993م، ومن ثم رئيس قسم اللغة العربية في كلية الدراسات الإسلامية والعربية بدبي 2001-2003م، وأسَّس قسم اللغة التركية بجامعة حلب وترأسه بين عامي 2005-2007م، وعمل عميد كلية الآداب والعلوم الإنسانية بجامعة حلب 2003-2007م، ومدير أوقاف حلب من 2008 إلى 2010م.

## مؤلفاته
صدرت له عدة أعمال أدبية منها:
- «العربية الفصحى المعاصرة: دراسة في تطورها الدلالي من خلال شعر الأخطل الصغير»، الدار العربية للكتاب، تونس 1991م.[2]
- «المدخل إلى فقه اللغة العربية»، جامعة حلب 1991- 1998 وطبعة دار الفكر المعاصر، بيروت 1993م، الطبعة الثالثة مزيدة 2003م، وطبعة رابعة مزيدة 2010م.
- «المختار من الأدب الإسلامي» (تمهيد نقدي ونصوص مضبوطة)، دار الفكر المعاصر ودار الفكر، بيروت ودمشق 1993.[3]
- «مصنفات اللحن والتثقيف اللغوي حتى القرن العاشر الهجري»، وزارة الثقافة، بدمشق 1996م.
- «اللسانيات وآفاق الدرس اللغوي»، دار الفكر، دمشق 2001م.[4]
- «أصالة علم الأصوات عند الخليل من خلال مقدّمة (كتاب العين)»، دار الفكر، دمشق 1998م. الطبعة الثانية 2003م.[5]
- «مذكرة في قواعد الإملاء»، دار الفكر، دمشق، 2002م، الطبعة الثانية 2003م.
- «صور من التحليل الأسلوبي»، دار القلم، دار الرفاعي بحلب 2005م.[6]
- «مبادئ اللسانيات»، دار الفكر المعاصر، بيروت ودار الفكر بدمشق 1996م، الطبعة الثالثة 2008م.[7]
- «مقالات في اللغة والهوية»، دار القلم، دار الرفاعي، 2009م.
- «مازن المبارك- جهوده العلمية وجهاده في سبيل العربية»، دار الفكر، دمشق 2009م.
- «آليات النطق في رسالة أسباب حدوث الحروف لابن سينا»، دار القلم، ودار الرفاعي بحلب 2010.[8]
- «دراسات في علم الأصوات عند العرب»، دار القلم، ودار الرفاعي بحلب والقاهرة، 2014.[9]
- «صور من التحليل الأسلوبي ودراسات في النص والتناص والدلالة»، دار الفرقان بحلب، 2015.
- «مناهل الصفا في مرائي المصطفى صلىّ الله عليه وسلمّ»، بالاشتراك مع المستغانمي، كتاب - ناشرون، بيروت، 2019.[10]

## تكريمه
كرَّمته جامعة حلب بالاشتراك مع اتحاد الكتَّاب العرب، في اليوم العالمي للغة العربية، وأقيم الحفل في مدرَّج كلية الطب الكبير بالجامعة، عام 2022، وممَّن كُرِّم معه كلٌّ من: صلاح كزَّارة، وجورج جبُّور، وعيسى العاكوب، وفايز الداية، وحسين جمعة.